# 福塚町
福塚町（ふくづかちょう）は静岡県浜松市中央区の町名。丁番を持たない単独町名である。住居表示未実施。

## 地理
浜松市中央区の南部、白脇地区の東部に位置する。東で大柳町、西・南・北で寺脇町と接する。

### 学区
小学校・中学校の学区は以下の通りである。
- 浜松市立白脇小学校
- 浜松市立南部中学校

## 歴史

### 町名の由来
ここでいう塚はやや高い砂地のことである。八世紀の終わりから九世紀の初めに浜が隆起して豊かな農地となったことから福塚と呼ばれるようになった。

### 沿革
- 1889年（明治22年）4月1日 - 町村制の施行により、敷知郡福塚村が周辺の村と合併して敷知郡白脇村となる[WEB 9]。旧村名は白脇村の大字として残る[書籍 1]。
- 1896年（明治29年）4月1日 - 郡制の施行により、白脇村の所属郡が浜名郡に変更となる。
- 1939年（昭和14年）7月1日 – 白脇村が浜松市に編入される。
- 1940年（昭和15年） - 大字福塚から福塚町へ住所表記を変更する[WEB 10]。
- 2007年（平成19年）4月1日 - 浜松市が政令指定都市となる。福塚町は南区の一部となる。
- 2024年（令和6年）1月1日 - 浜松市の行政区再編により、福塚町は中央区の一部となる。

## 施設
- オーエムプランニング 本社
- パスエイト社 福塚工場

## 交通

### 道路
- 国道1号（浜松バイパス）
- 国道150号（掛塚バイパス、遠州大橋通り）
- 浜松市道寺脇福塚線（村中通り）[WEB 8]
- 浜松市道福塚2号線（町民館通り）[WEB 8]

## その他

### 警察
警察の管轄区域は以下の通りである。
| 番・番地等 | 警察署       | 交番・駐在所 |
| ---------- | ------------ | ------------ |
| 全域       | 浜松東警察署 | 白脇交番     |

### 消防
消防の管轄区域は以下の通りである。
| 番・番地等 | 消防署   | 本署/出張所 |
| ---------- | -------- | ----------- |
| 全域       | 南消防署 | 白脇出張所  |

### 書籍
1. ↑  『浜松市史 三』浜松市役所、1980年3月26日、176頁。

### WEB
1. ↑  “h02_22.csv”.   総務省 (2022年2月10日). 2024年7月28日閲覧。
2. ↑  “chuouku_menseki.xlsx”.   浜松市 (2024年3月12日). 2024年7月28日閲覧。
3. ↑  “静岡県 浜松市中央区 福塚町の郵便番号 - 日本郵便”.   日本郵便. 2025年2月15日閲覧。
4. ↑  “市外局番の一覧”.   総務省 (2022年3月1日). 2024年7月28日閲覧。
5. ↑  “事業所案内及び管轄地域（事務所3件、分室3件）”.   一般社団法人静岡県自動車会議所. 2024年7月28日閲覧。
6. ↑  “住居表示実施状況／浜松市”.   浜松市 (2024年1月4日). 2024年7月28日閲覧。
7. ↑  “学校名から探す／浜松市”.   浜松市 (2024年1月1日). 2024年7月28日閲覧。
8. 1 2 3  “p01p06.pdf”.   浜松市白脇協働センター (2024年4月5日). 2024年8月6日閲覧。
9. ↑  “historyofcities.pdf”.   静岡県総務部合併推進室・財団法人静岡県市町村振興協会. 2024年9月26日閲覧。
10. ↑  “解説ページ”.   株式会社エア. 2024年10月8日閲覧。
11. ↑  “白脇交番｜静岡県警察”.   静岡県警察 (2024年1月1日). 2024年7月28日閲覧。
12. ↑  “消防署の町別管轄「ふ」／浜松市”.   浜松市 (2023年4月3日). 2024年7月28日閲覧。